# Jedwin Lester
Jedwin Lester (San José Costa Rica, 21 de agosto de 2002) es un futbolista costarricense que juega como Interior derecho  en el Uruguay de Coronado de la Segunda División de Costa Rica.

## Trayectoria

### Inicios
Estuvo en las categorías inferiores del Deportivo Saprissa logrando tener un buen desempeño hasta llegar a subir a jugar con el equipo mayor, tuvo su debut con el Saprissa en la Supercopa de Costa Rica logrando sumar 9 minutos. 
Realizó su debut en la Primera División de Costa Rica con Saprissa el 16 de agosto de 2020 contra el Limón FC al minuto 87' sustituyendo a su compañero Jimmy Marín logrando obtener su primera victoria con el equipo con el marcador superior 4-0. 
Volvió a tener más participación con el Deportivo Saprissa en el 2021 llegando a jugar contra el Municipal Pérez Zeledon 87 minutos del partido en el empate 1-1. El 15 de abril de 2021 fue jugador titular en la CONCACAF Liga de Campeones contra Philadelphia Union llegando a sumar 65 minutos en la derrota 4-0 siendo eliminados del torneo.
Pese a su temprana edad y con una destacable participación ganó su primer título de su carrera con el Deportivo Saprissa al enfrentarse al Club Sport Herediano, de esta manera Jedwin terminó su participación con el Deportivo Saprissa siendo canterano del equipo.

### Jiracal Sercoba
Fue cedido por el Deportivo Saprissa al club Jiracal Sercoba el 9 de octubre de 2021. Hace su debut con los Jicaraleños el 18 de octubre del mismo año, entrando desde el banco de suplencia para jugar todo el segundo tiempo del partido, siendo su primera victoria con los Jicaraleños contra el Municipal Pérez Zeledon obteniendo en el marcador final con goleada 3-0. Llegó a jugar 7 partidos en total con el club.

### AD Guanacasteca
Se realizó de manera oficial el fichaje con el AD Guanasteca el 28 de enero de 2022. Teniendo su debut contra el Santos de Guápiles llegando a jugar solamente 1 minuto, 10 días después se enfrentó ante el Deportivo Saprissa excanterano del club, llegó a jugar el partido sumando 33 minutos del encuentro y con el marcador 1-2 cae el AD Guanacasteca.
Finalizando la temporada el AD Guanacasteca se enfrentaba al Guadalupe FC llegando a jugar el primer tiempo sobre los 44 minutos siendo sustituido por su compañero Ariel Araúz y con el marcador 0-0 termina su temporada con el AD Guanacasteca llegando a jugar 14 partidos con el club en la temporada 2021-2022 posicionándose en el puesto 12 con 22 pts del torneo clausura.

## Estadísticas
Actualizado al último partido jugado el 21 de septiembre de 2022.
| Club                            | Div.          | Temporada     | Liga  | Liga  | Liga   | Copas nacionales | Copas nacionales | Copas nacionales | Copas internacionales | Copas internacionales | Copas internacionales | Total | Total | Total  |
| Club                            | Div.          | Temporada     | Part. | Goles | Asist. | Part.            | Goles            | Asist.           | Part.                 | Goles                 | Asist.                | Part. | Goles | Asist. |
| ------------------------------- | ------------- | ------------- | ----- | ----- | ------ | ---------------- | ---------------- | ---------------- | --------------------- | --------------------- | --------------------- | ----- | ----- | ------ |
| Deportivo Saprissa · Costa Rica |               |               |       |       |        |                  |                  |                  |                       |                       |                       |       |       |        |
| 1.ª                             | 2020-21       | 6             | 0     | 0     | 1      | 0                | 0                | 1                | 0                     | 0                     | 8                     | 0     | 0     |        |
| Total club                      | Total club    | 6             | 0     | 0     | 1      | 0                | 0                | 1                | 0                     | 0                     | 8                     | 0     | 0     |        |
| Jiracal Sercoba · Costa Rica    |               |               |       |       |        |                  |                  |                  |                       |                       |                       |       |       |        |
| 1.ª                             | 2021-22       | 7             | 0     | 0     | 0      | 0                | 0                | 0                | 0                     | 0                     | 7                     | 0     | 0     |        |
| Total club                      | Total club    | 7             | 0     | 0     | 0      | 0                | 0                | 0                | 0                     | 0                     | 7                     | 0     | 0     |        |
| A.D Guanacasteca · Costa Rica   |               |               |       |       |        |                  |                  |                  |                       |                       |                       |       |       |        |
| 1.ª                             | 2021-22       | 14            | 0     | 0     | 0      | 0                | 0                | 0                | 0                     | 0                     | 14                    | 0     | 0     |        |
| 1.ª                             | 2022-23       | 3             | 0     | 0     | 0      | 0                | 0                | 0                | 0                     | 0                     | 3                     | 0     | 0     |        |
| Total club                      | Total club    | 17            | 0     | 0     | 0      | 0                | 0                | 0                | 0                     | 0                     | 17                    | 0     | 0     |        |
| Total carrera                   | Total carrera | Total carrera | 30    | 0     | 0      | 1                | 0                | 0                | 1                     | 0                     | 0                     | 32    | 0     | 0      |
| 1. 2. Fuente:Transfermarkt      |               |               |       |       |        |                  |                  |                  |                       |                       |                       |       |       |        |

## Palmarés

### Títulos nacionales
| Título                         | Club               | País       | Año  |
| ------------------------------ | ------------------ | ---------- | ---- |
| Primera División de Costa Rica | Deportivo Saprissa | Costa Rica | 2021 |